# Димицана
Димица́на (греч. Δημητσάνα) — историческая деревня в Греции. Расположена на высоте 946 метров над уровнем моря на вершине холма, с южной стороны которого открывается великолепный вид на равнину Мегалополиса и горы Тайгет. Находится в центральной части полуострова Пелопоннеса, в 155 километрах к юго-западу от Афин. Является административным центром общины (дима) Гортинии в периферийной единице Аркадии в периферии Пелопоннес. Население 342 жителя по переписи 2011 года.
Димицана является традиционным греческим поселением и расположена в 53 километрах к востоку от Пиргоса, в 31 километрах к северо-западу от Триполиса, 23 километрах северо-западнее Мегалополиса и в 17 километрах северо-восточнее Андрицены.
В 6 километрах к северо-востоку проходит национальная дорога 74 Пиргос — Триполис.

## История
История деревни начинается в гомеровские времена, когда на её месте находился небольшой аркадский город Тевфида (греч. Τεύθις).

## Сообщество Димицана
В местное сообщество Димицана входят три населённых пункта и монастырь Философос или Эмиалон. Население 447 жителей по переписи 2011 года. Площадь 38,514 квадратных километров.
| Наименование                    | Население (2011), человек |
| ------------------------------- | ------------------------- |
| Димицана                        | 342                       |
| Каркалу                         | 76                        |
| Монастырь Философос или Эмиалон | 7                         |
| Палеохорион                     | 22                        |

## Население
Довоенная Димицана имела население втрое больше настоящего, а в 1960 году население составляло 2000 жителей. Многие жители Димицаны эмигрировали и поселились в Америке, Австралии и других странах.
| Год  | Население, человек |
| ---- | ------------------ |
| 1991 | 696                |
| 2001 | 495                |
| 2011 | ↘ 342              |

## Достопримечательности
В музее Димицаны, расположенном в местной библиотеке, выставляются предметы ткацкого ремесла, ткацкие станки, предметы народного искусства и археологические находки. За пределами Димицаны находится Музей гидроэнергетики, в котором можно увидеть предметы и механизмы гидроэнергетических сооружений, которые были распространены в этом горном районе.

## Уроженцы
- Митрополит Герман (1771—1826) — митрополит Старых Патр.
- Григорий V (1745 или 1746—1821) — патриарх Константинопольский.

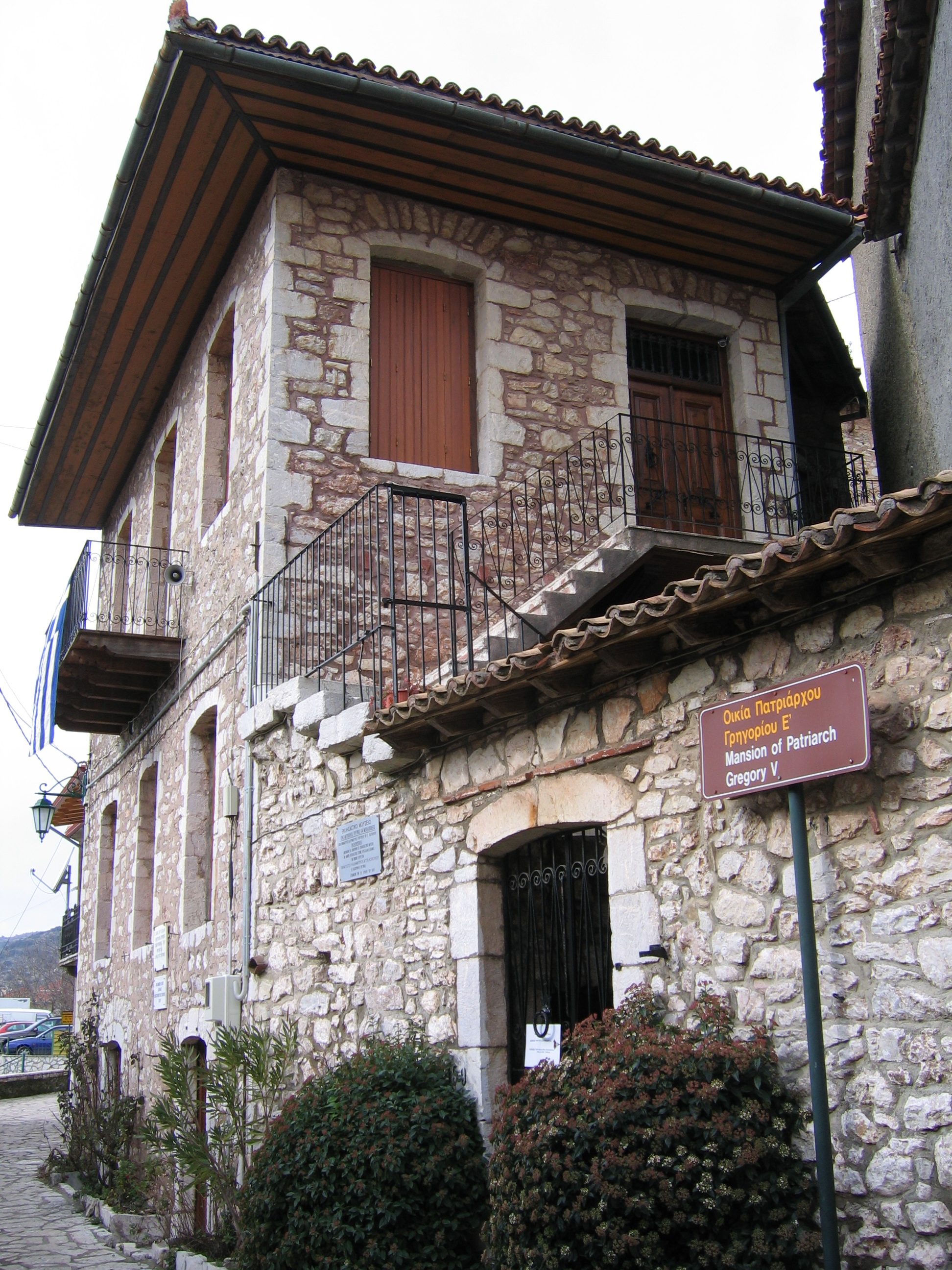
Семейный дом патриарха Григория V
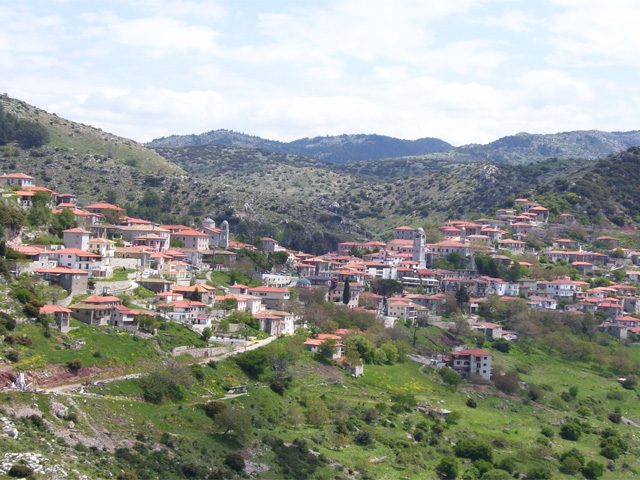
Вид на Димицану
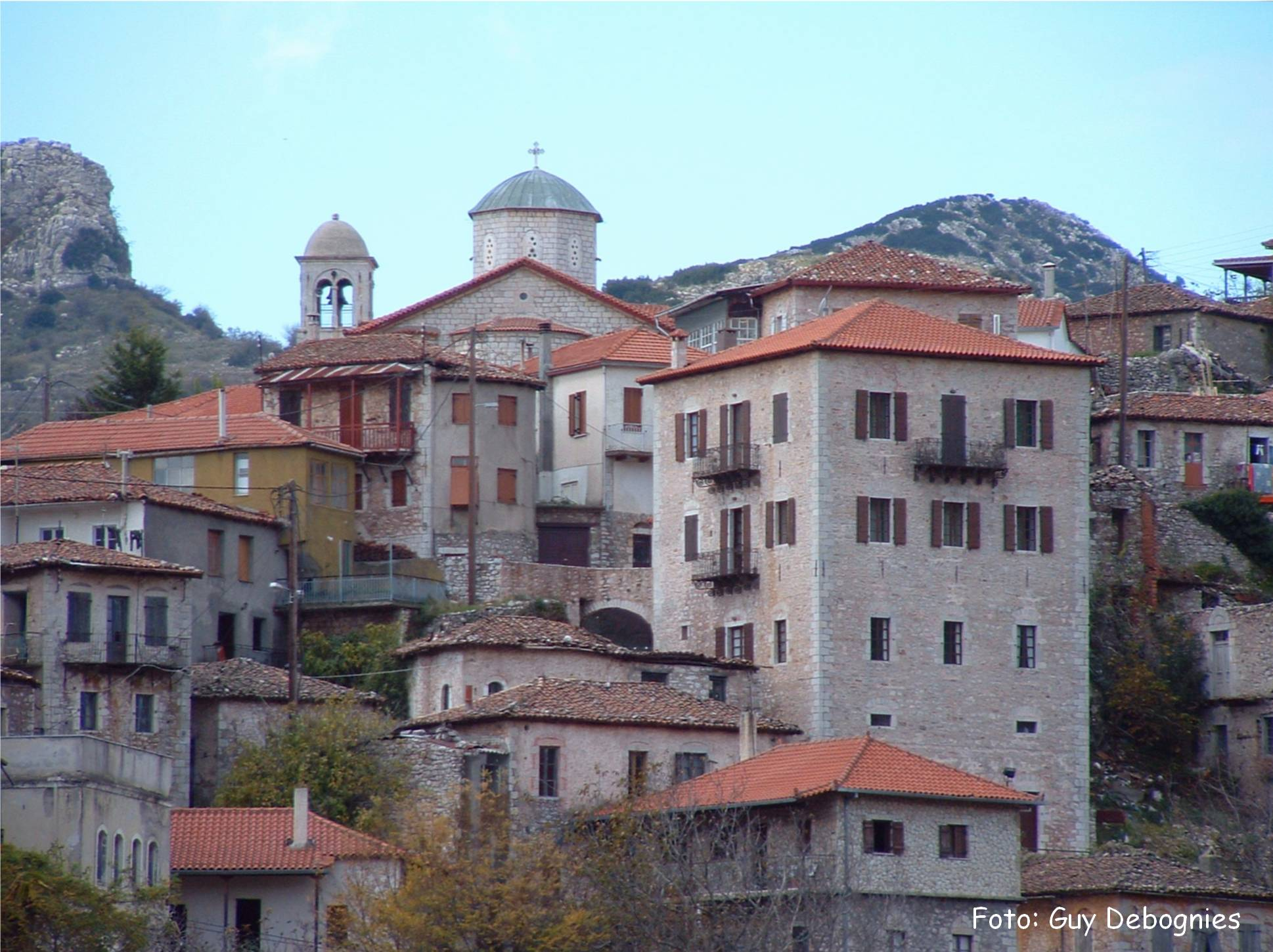
Традиционные постройки
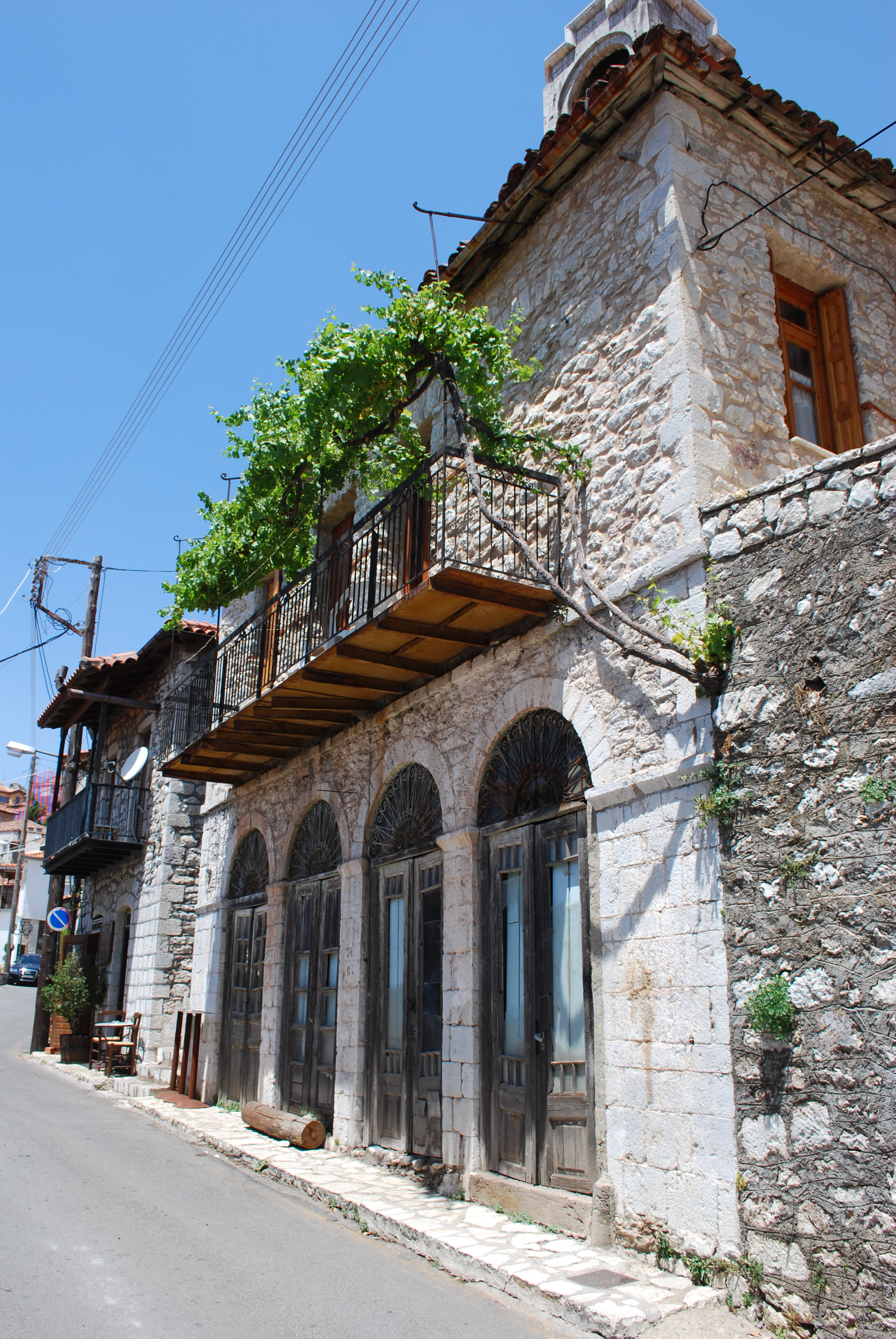
Традиционный дом в Димицане
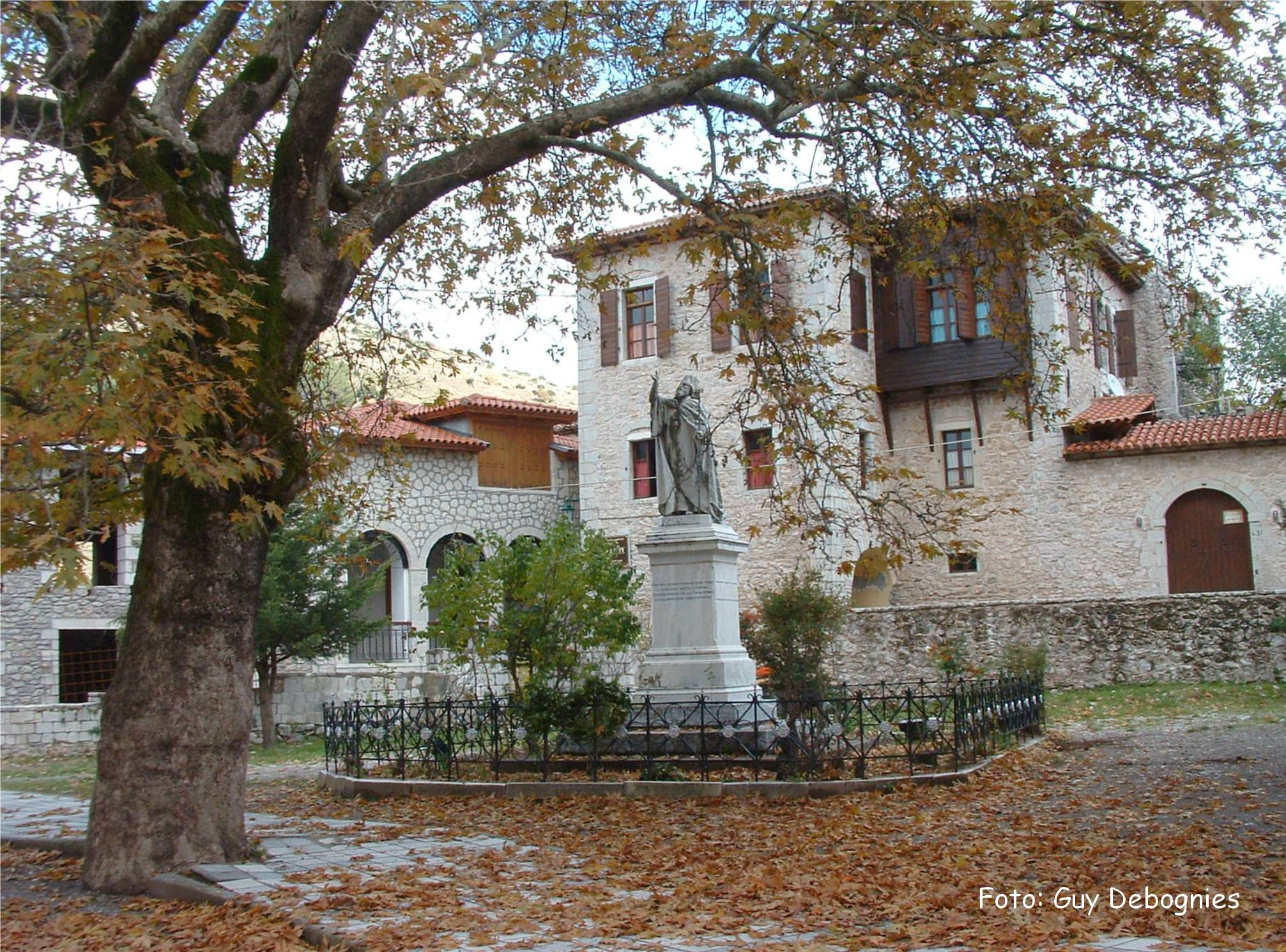
Статуя Григория V в Димицане
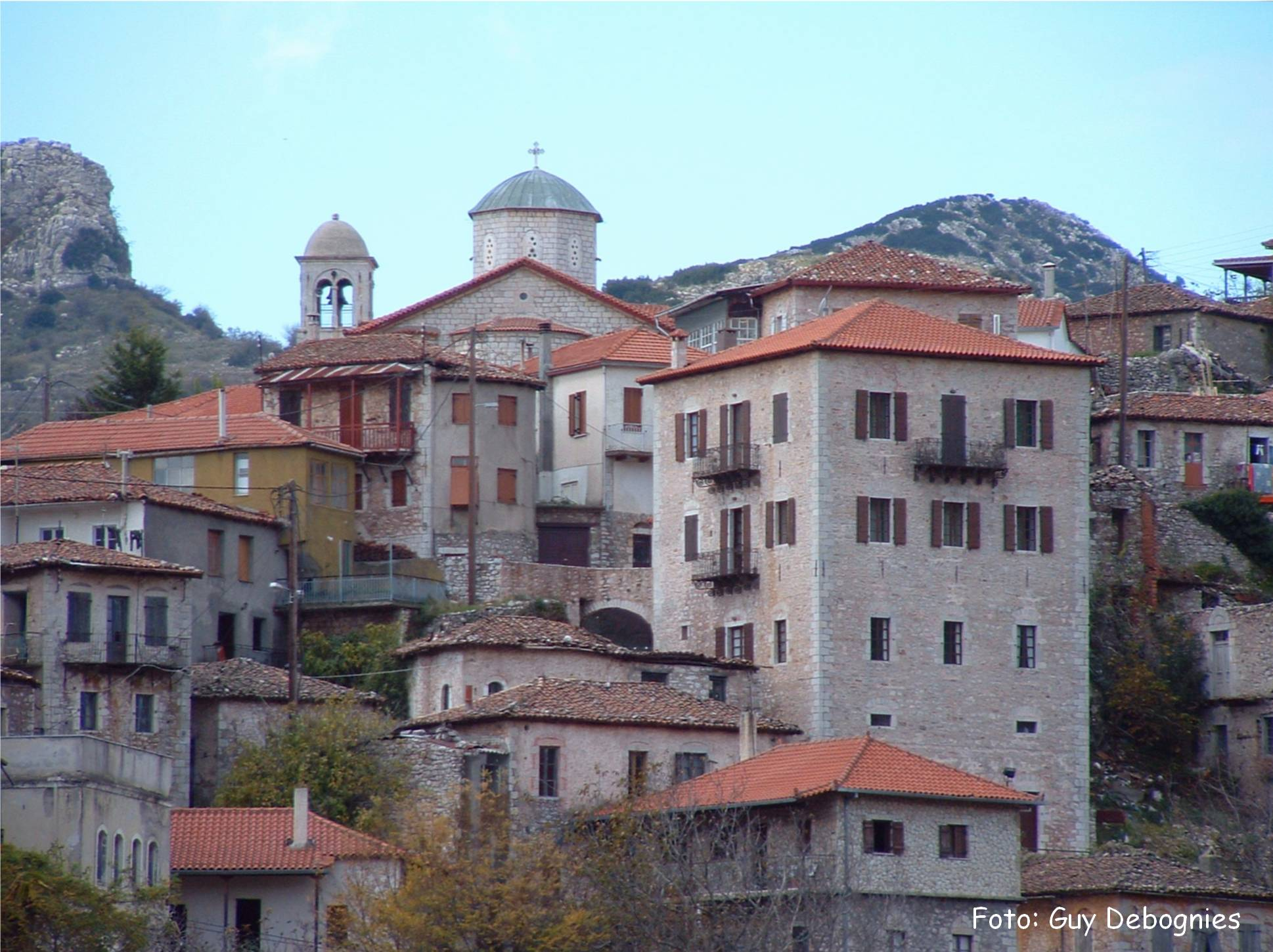
Старинные дома
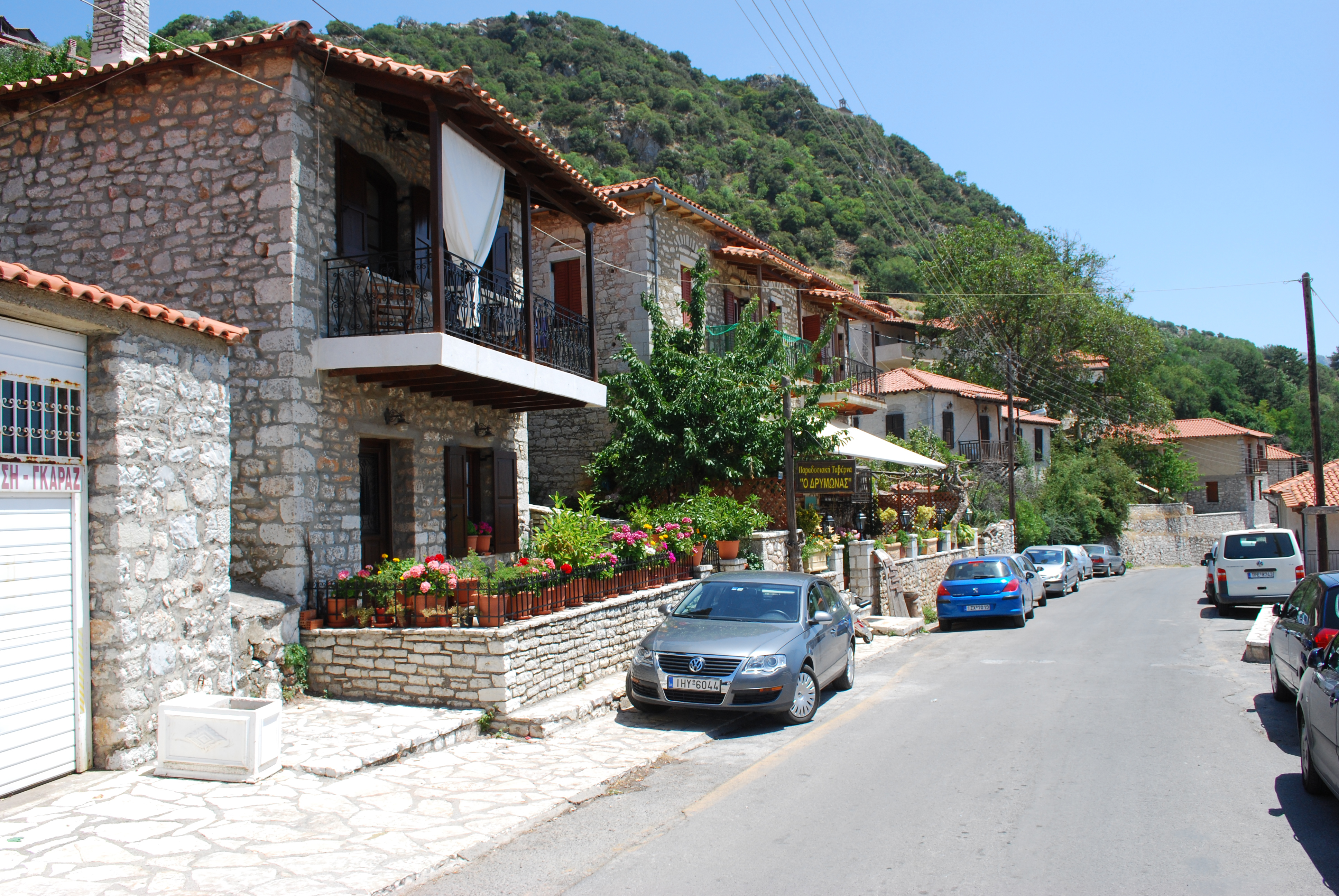
Улица в Димицане
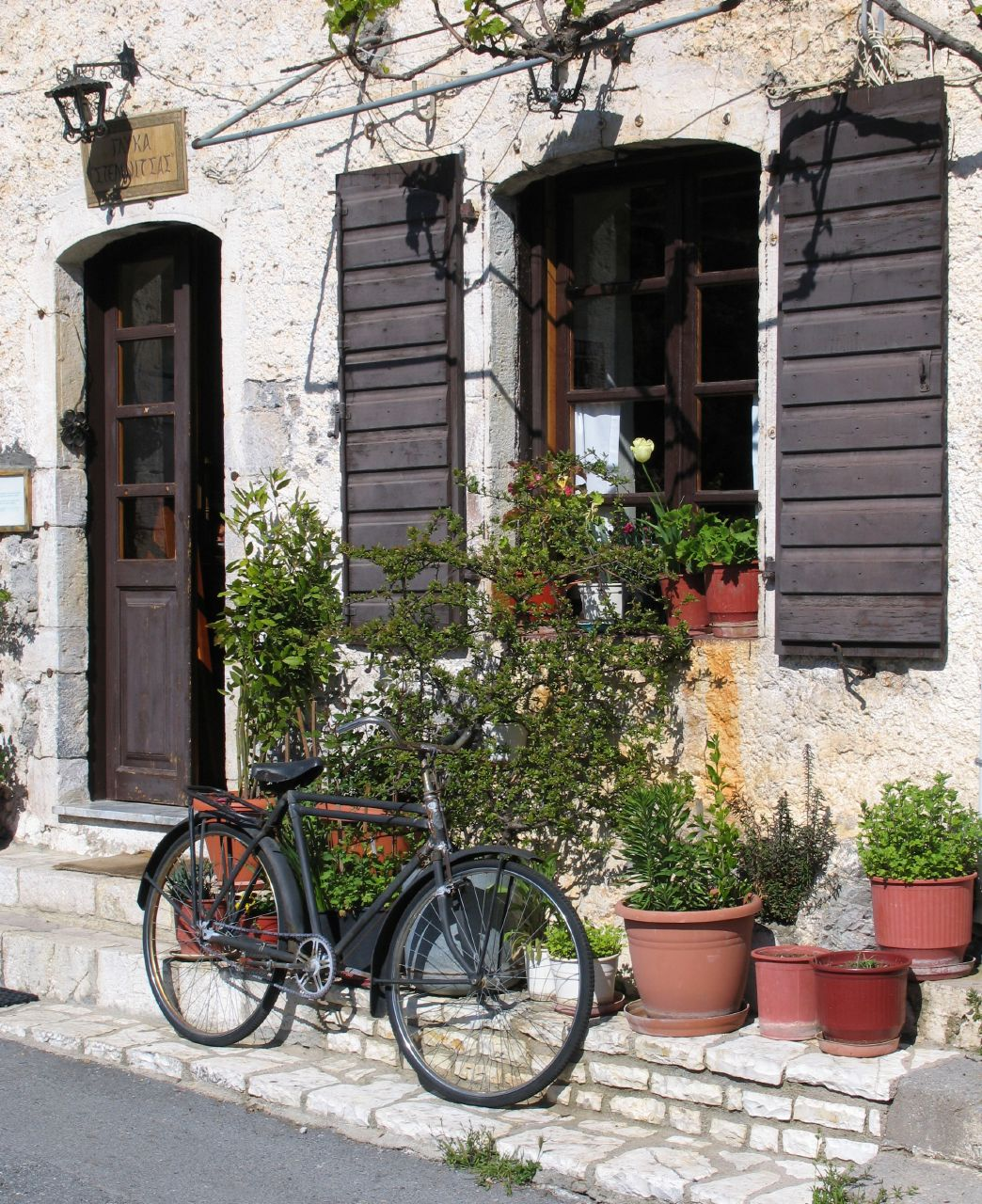
Традиционный дом